# Barcza Elemér
Nagyalásonyi Barcza Elemér (Komárom, 1904. szeptember 13. – Buenos Aires, 1987.  július 13.) magyar katona, olimpikon és lovaglótanár. Az 1936. évi nyári olimpia résztvevője, de ellenszegülés miatt nem ért el helyezést.

## Élete
A gimnáziumot Keszthelyen végezte. A MÚE és a BEAC sikeres úszója. 1928. augusztus 20-án kezdte meg tényleges katonai szolgálatát. 1928. szeptember 1-jén előléptették főhadnaggyá. 1928–1931 között különböző beosztásokban tüzértisztként szolgált. 1931–1932-ben végezte el az örkénytábori Lovagló Tanárképző és Hajtóiskolát. 1933. augusztus 1-től a 2. Tüzérosztálynál, 1934. július 1-től az 1. Gyalogezrednél szolgált.
Az  1936. évi nyári olimpiai játékokon Berlinben a díjugratás egyéni és csapatversenyében indult. Augusztus 16-án került sor a díjugratásra, a nevezett 18 nemzet 54 indulóját szokatlanul nehéz pálya várta és elsőre egyetlen lovas sem tudott hibátlanul végiglovagolni rajta. A nehéz pálya megviselte a lovakat is és egyéniben Barcza „Kópé” nevű lova háromszor is ellenszegült, így a versenyből kizárták őket. A csapat további tagjai Platthy József és Szepessy Schaurek Ottmár voltak, akik az ellenszegülés miatt szintén visszaléptek a további csapatküzdelmektől.
1937. augusztus 1-től az 1. tüzérosztálynál Budapesten, szolgált és 1939. május 1-jén századossá léptették elő. 1940. december 1-től a hajmáskéri Tüzér Gyakorló és Kiképző Tábor állományában, 1941. október 1-jétől a Tábori Tüzér Lőiskola állományában szintén Hajmáskéren, majd 1944. július 1-től a losonci 21. Tábori tüzérosztálynál szolgált. 1943. augusztus 1-jén léptették elő őrnaggyá. Katonai szolgálata mellett a lovassport iránt elkötelezett volt, és részt vett az olimpiai lovascsapatok felkészítésében.
A második világháború végén amerikai hadifogságba esett. Pár hónap után szabadon engedték, és akkor úgy döntött, hogy nem tér haza, hanem kivándorol. Párizsban fotóriporterként dolgozott, témái a lóversenyek voltak. 1948-ban Argentínába emigrált, ahol birtokot vett magának és lovakat képzett ki díjugratásra. A lovait dél-amerikai országokba, Chilébe, Bolíviába és persze Argentínába adta el. Ez az üzlet igen sikeres volt, később azonban feladta ezt a vállalkozását, és Buenos Airesbe költözött, ahol lovaglótanár lett. Tanított a Club Alemaniában és a Club Hipicóban is. Az 1970-es évek végén vonult nyugdíjba. Buenos Airesben hunyt el 1987. július 13-án. Végakaratának megfelelően, hamvait Keszthelyen, a Szent Miklós temetőben helyezték el.

### Kitüntetései
- Magyar Koronás Nagy Aranyérem
- Felvidéki Emlékérem
- Erdélyi Emlékérem
- Nagy Honvéd Sportügyességi Jelvény (1943)